# Cunassa
Cunassa (in greco Κύναξα) fu una città dell'Impero persiano collocata sulla riva sinistra del fiume Eufrate, 60 o 90 chilometri a nord di Babilonia.

## La battaglia di Cunassa
Cunassa è nota quasi unicamente per la battaglia, ivi combattuta, che vide opposti Artaserse II, il re di Persia, e suo fratello Ciro il Giovane, che, rivoltatosi contro di lui, raccolse a sé un esercito di greci mercenari, composto da 10.400 opliti, 2.500 peltasti, guidati dal generale spartano Clearco e fra i quali vi era anche Senofonte, e da numerosi gruppi barbari (circa 100.000). Dall'altro lato Artaserse, secondo i dati (probabilmente esagerati) fornitici da Senofonte, poteva contare su uno schieramento di 900.000 persiani.
Secondo le fonti, dal centro dello schieramento i Greci, in inferiorità numerica, caricarono il fianco sinistro dell'esercito di Artaserse e rimasero padroni del campo dopo aver inseguito i nemici. In seguito un'altra parte dell'esercito persiano sorprese Ciro dalle retrovie infliggendo ai nemici una pesante sconfitta. Ciro fu ucciso mentre il resto dell'esercito di mercenari si diede alla fuga disperdendosi (la drammatica fuga fu poi raccontata nell'Anabasi di Senofonte)